# Chondrite (médecine)
Pour les articles homonymes, voir Chondrite (homonymie).
En médecine, une chondrite est une inflammation d'un cartilage. Le mot vient du grec χόνδρος / khóndros (« cartilage »), avec le suffixe -ite (lui-même issu du grec -ῖτις / -îtis, un suffixe nominal féminin), employé pour les inflammations.
On distingue différents types de chondrites, selon le ou les organes affectés :
- la costochondrite, la survenue brutale de douleurs thoraciques aiguës ou suraiguës, généralement au niveau des 2e ou 3e articulations chondro-costales ou chondro-sternales ;
- l'ostéochondrite, une anomalie de la croissance de l'os et du cartilage qui touche les jeunes animaux, dont les enfants (de 5 à 12 ans, majoritairement) ;
  - l'ostéochondrite disséquante, une altération pouvant conduire à une nécrose d'une zone de cartilage articulaire et de l'os sous-jacent ;
  - l'ostéochondrite primitive de hanche, une nécrose aseptique du noyau ossifié de la tête fémorale, qui touche les enfants ;
- la périchondrite (en), une inflammation du périchondre, une couche de tissu conjonctif entourant le cartilage ;
  - la périchondrite auriculaire, une inflammation du périchondre de l'oreille à la suite d'une intervention chirurgicale, d'un traumatisme ou d'un perçage. L'inflammation résulte généralement d'une infection par la bactérie Pseudomonas aeruginosa ;
- la polychondrite atrophiante, polychondrite chronique atrophiante ou polychondrite récidivante, une connectivite caractérisée par l'inflammation récidivante des cartilages (notamment ceux du nez, des oreilles, du larynx et de la trachée).